# Grecia en el Festival de la Canción de Eurovisión 2014
Grecia confirmó su participación en el Festival de la Canción de Eurovisión 2014, que se celebrará entre el 6 y 10 de mayo de 2014 en Copenhague, Dinamarca. Por segunda vez, la final nacional fue organizada por el canal de televisión privado, MAD TV, en donde colaboró con NERIT, la nueva cadena de televisión pública de Grecia y cubriro todos los gastos de producción de la entrada y de la delegación en Copenhague.

## Antecedentes
La emisora nacional griega Ellinikí Radiofonía Tileórasi (ERT), estuvo a cargo de la participación de Grecia cada año, incluyendo el proceso de selección para su entrada. Aunque en 2013 por primera vez en la historia del país en el Festival de la Canción de Eurovisión, la final nacional fue organizada por el canal de televisión privado, MAD TV, en donde colaboró con ERT y cubriro todos los gastos de producción de la entrada y de la delegación en Malmö.
En agosto de 2013, el gobierno griego cerró los servicios de televisión y radio de la emisora estatal ERT , dejando en duda la participación al festival de Eurovision. El supervisor del festival dijo respecto a la participación de Grecia: "EBU hará todo lo posible para tener Grecia en el festival. " También se dijo que el gobierno griego tenía que poner en marcha una nueva televisión pública, sustituyendo a la antigua ERT, surgió NERIT, la nueva televisión pública por lo que podrían participar en Eurovision. El 5 de noviembre de 2013, NERIT confirmó la participación del país, con ayuda de la colaboración de MAD TV.

## Eurosong 2014 – a MAD show
Eurosong 2014 – a MAD show era la final nacional de Grecia, que se celebró para seleccionar la entrada griega para el Festival de Eurovisión 2014.
Dimosia Tileorasi confirmó oficialmente en febrero de 2014 que iba a colaborar con la cadena privada de música MAD TV. En donde asumiría la organización y producción de una final nacional. El 11 de febrero de 2014, DT (El canal provisional antes de la puesta en marcha de NERIT y MAD TV anunciaron oficialmente los cuatro artistas que participarían en la final nacional. Los cuatro artista formaban parte del sello discográfico Panik Records. Los cuatro artistas fueron:
- Freaky Fortune & Riskykidd
- Crystallia
- Kostas Martakis
- Mark F. Angelo & Josephine

Los vídeos promocionarles de las canciones fueron presentados oficialmente el 5 de marzo de 2014.

### Final
La final nacional se llevó a cabo el 11 de marzo de 2014 en el Music Hall Acro en Atenas, presentado por Despina Vandi y Giorgos Kapoutzidis. Los artistas interpretaron su canción candidata, además de una serie de actuaciones de invitados que conmemoraron el 40 aniversario de la primera participación griega en el Festival de Eurovisión. Entre los invitados se Paschalis Arvanitidis, Marianna Toli, Robert Williams, Bessy Argyraki, Melisses, Elpida, Tamta, Sophia Vossou, Demy, Katy Garbi, Vegas, Kalomira y Claydee.
El ganador fue seleccionado a través de un 50% televoto del público / SMS y el 50% del jurado . El jurado estaba formado por Dimitris Kontopoulos, Elpida, Themis Georgantas, Areti Kalesaki y Reggina Kourí.
| N.º | Artista                    | Canción                                           | Traducción al español | Música (m) / Letra (l) | Televoto (50%) | Jurado (50%) | Total de puntos (%) | Posición |
| --- | -------------------------- | ------------------------------------------------- | --------------------- | --- | -------------- | ------------ | ------------------- | -------- |
| 1   | Crystallia                 | "Petalouda stin Athina" (Πεταλούδα στην Αθήνα)    | Mariposa en Atenas    | Nikos Antypas (Música), Aris Davarakis (Letra) | 9.72           | 12.35        | 22.07               | 3        |
| 2   | Freaky Fortune & Riskykidd | Rise Up                                           | Levantate             | Freaky Fortune (Música/Letra), Riskykidd (Letra) | 22.33          | 14.51        | 36.83               | 1        |
| 3   | Kostas Martakis            | "Kanenas den me stamata" (Κανένας δεν με σταματά) | Nadie puede pararme   | Elias Kozas(Música/Letra) | 14.20          | 13.89        | 28.09               | 2        |
| 4   | Mark Angelo & Josephine    | "Dancing Night"                                   | Bailando en la noche  | Mark F. Angelo (Música/Letra), Thomas Karlsson (Música/Letra), Fast Lane (Música/Letra), Josephine Wendel (Música/Letra), Melina Makris (Música/Letra) | 3.75           | 9.26         | 13.01               | 4        |

## En Eurovisión
Durante el sorteo de asignación de las semifinales el 20 de enero de 2014 en el ayuntamiento de Copenhague, Grecia tendrá que competir en la segunda mitad de la segunda semifinal, el 8 de mayo de 2014. Grecia tendrá que colarse en el Top 10 para clasificarse para la final.
- Datos: Q15727653
- Multimedia: Greece in the Eurovision Song Contest 2014 / Q15727653